# عضلة موسعة للحدقة
العضلة الموسعة للحدقة أو عضلة القزحية الموسعة (بالإنجليزية: Iris dilator muscle)‏ هي عضلة ملساء من العين، تتوزع بشكل شعاعي في القزحية، وبالتالي مناسبة كعضلة موسعة. ويتكون الموسع الحدقي من مجموعة من الخلايا القابلة للانقباض المعدلة تسمى الخلايا العضلية الظهارية، حيث يتم تحفيز هذه الخلايا عن طريق الجهاز العصبي الودي، وعندما تحفز الخلايا، تنكمش، مما يؤدي إلى توسيع الحدقة والسماح لمزيد من الضوء بالمرور عبر العين.

## التركيب

### الإعصاب
الجهاز العصبي الودي هو معصب العضلة الموسعة للحدقة، حيث يعمل عن طريق إطلاق النورأدرينالين، الذي يعمل على مستقبلات ألفا، وعندما يتواجد مع محفزات تهديدية تنشط استجابة الكر والفر، فإن هذا التعصيب يجعل العضلات تنقبض ويوسع القزحية، مما يسمح مؤقتًا بإيصال المزيد من الضوء إلى الشبكية.
يتم تعصيب العضلات الموسعة بشكل أكثر تحديدًا عن طريق الأعصاب المتعاطفة بعد العقدة الناتجة من العقدة الرقبية العلوية كجذر متعاطف للعقدة الهدبية، حيث تسافر الأعصاب عبر الشريان السباتي الداخلي من خلال القناة السباتية إلى الثقبة الممزقة، ثم تدخل حفرة القحف المتوسطة فوق الثقبة الممزقة، وتسافر عبر الجيب الكهفي في الحفرة القحفية الوسطى ثم تسافر مع الشريان العيني في القناة البصرية أو على العصب البصري من خلال الشق المداري العلوي. ومن هناك، تسافر الأعصاب مع العصب الهدبي الأنفي والعصب الهدبي الطويل، وتخترق الصلبة، وتمر بين الصلبة والمشيمية للوصول إلى العضلات الموسعة للحدقة. كما أنها تمر أيضا عبر العقدة الهدبية وتسافر في الأعصاب الهدبية القصيرة للوصول إلى العضلات الموسعة للحدقة، كما يعصب العصب المحرك للعين أيضا هذه العضلة.

## الوظيفة
يعمل الموسع الحدقي على زيادة حجم الحدقة؛ للسماح لمزيد من الضوء بدخول العين، ويعمل في معارضة العضلة مصرة القزحية. ويحدث توسع الحدقة عندما يكون هناك ضوء غير كافي للوظيفة العادية للعين وأثناء النشاط الودي المرتفع، كما في «منعكس الكر أو الفر».

## تاريخ

### أصل الكلمة
يمكن اعتبار الاسم الإنجليزي للعضلة موسعة الحدقة (dilator pupillae muscle) المستخدم حاليًا في قائمة معادلات اللغة الإنجليزية الخاصة بالمصطلحات التشريحية المرجعية لعمل المصطلح التشريحي الرسمي إفساد للتعبير اللاتيني الكامل (musculus dilatator pupillae)، حيث يُظهِر التعبير اللاتيني الكامل ثلاث كلمات يمكن أن ترجع كل منها إلى العصور القديمة الرومانية، فالاسم اللاتيني الكلاسيكي musculus هو في الواقع تصغير للكلمة اللاتينية الكلاسيكية mus ويمكن ترجمته بمعنى فأر صغير، ويمكننا أن نجد في الكتابات الطبية ل آولوس كورنيليوس سلزوس هذا الاسم المحدد للإشارة إلى العضلات بدلا من معناه الحرفي، ويمكن تفسير ذلك من خلال حقيقة أن العضلات تشبه الفأر الصغير الذي يتحرك تحت الجلد، وفي كتابات الفيلسوف اليوناني أرسطو تستخدم الكلمة اليونانية القديمة μῦς وتعني فأر للإشارة إلى العضلات.
وتم اشتقاق كلمة Dilatator في التعبير اللاتيني musculus dilatator pupillae من الفعل اللاتيني الكلاسيكي dilatare بمعنى التوسع أو الانتشار. ويوجد تفسيران محتملان فيما يتعلق باشتقاق هذا الفعل، التفسير الأول يعتبر dilatare بمعنى أنه يحمل طرقًا مختلفة وينتشر في الخارج، بينما يعتبر التفسير الآخر dilatare كمركب من di وlatus، وتعني الكلمة الأخيرة واسعة أو عريضة، ومن هنا كان الاسم الألماني Erweiterer من اللاتينية dilatator.
إن تعبير العضلة الموسعة للحدقة dilator pupillae muscle، كما هو مستخدم في قائمة معادلات اللغة الإنجليزية للمصطلحات التشريحية، هي في الواقع مصطلح لاتيني جزئيًا، أي حدقة التوسيع (pupillae =of the pupil بمعنى حدقة)، وإنجليزي جزئيا (muscle أي العضلات). وفي الإصدارات السابقة في الأسماء التشريحية، سميت هذه العضلة رسميًا باسم musculus dilator pupillae، واستُخدِم التعبير اللاتيني الكامل على النحو المأذون به في عام 1895 في بازل، وفي عام 1935 في ينا.

## صور إضافية

مخطط يظهر التعصيب الودي واللاودي للحدقة ومواقع الآفة في متلازمة هورنر.
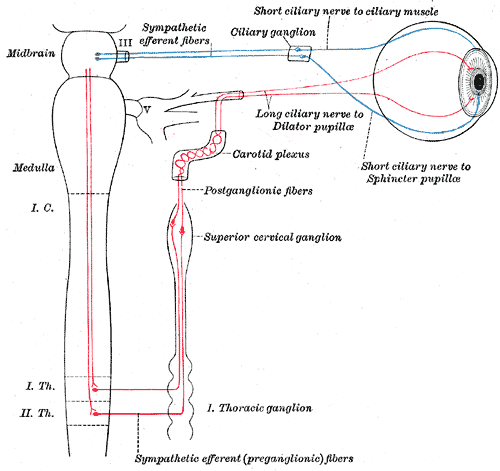
الاتصالات الودية للعقدة الهدبية والعنقية العلوية (بالأحمر) [المسار اللاودي بالأزرق].
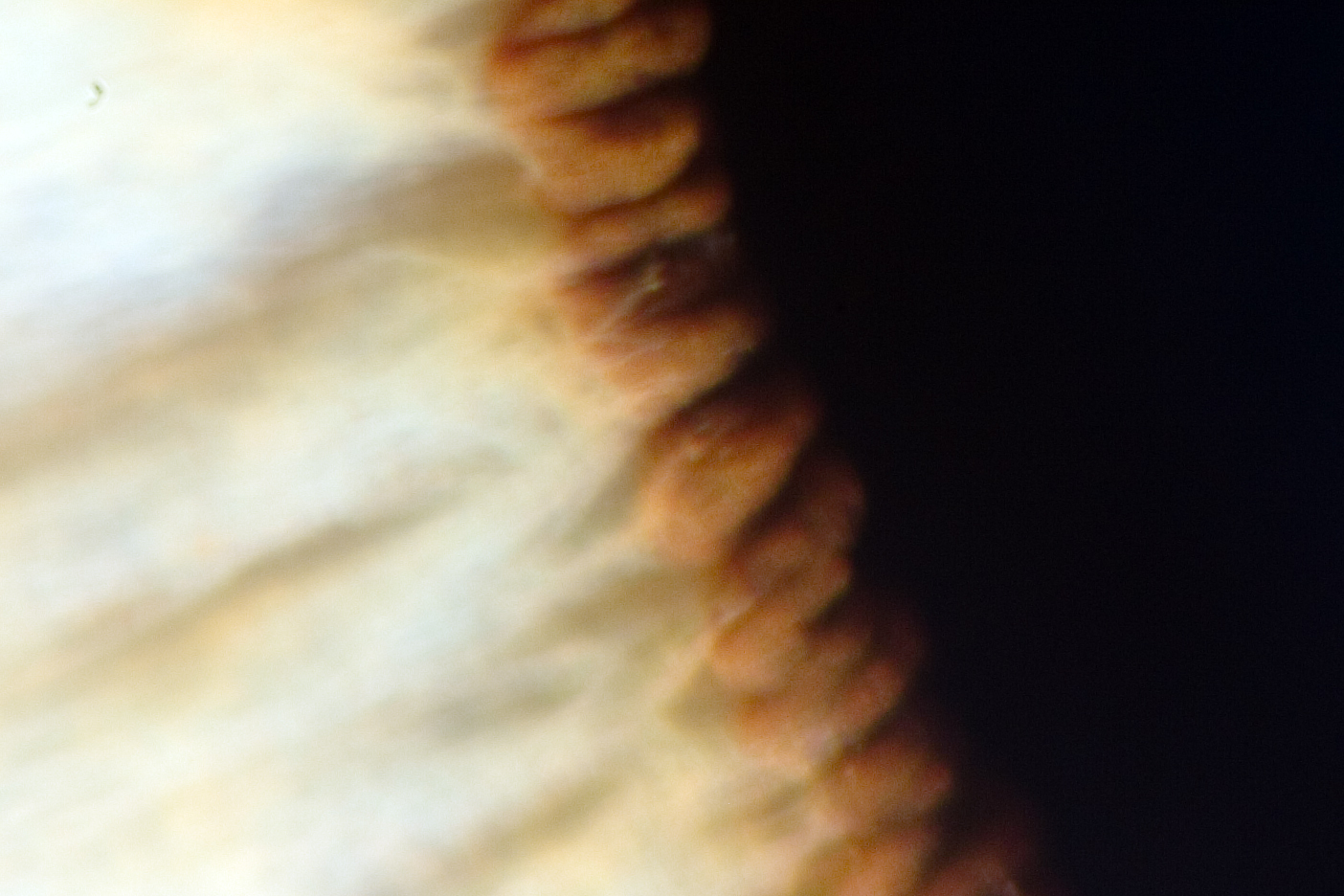
تتوزع ألياف العضلة الموسعة للحدقة بشكل شعاعي خلال القزحية.

## روابط خارجية
- Description of function at tedmontgomery.com
- Slide at mscd.edu
- صور نسيجية: 08010loa — نظام تعلم علم الأنسجة في جامعة بوسطن